# ظاهر الصلبة
ظاهر الصلبة (بالإنجليزية: Episcleral layer أو episclera)‏ هو الجزء الخارجي من الصلبة، يتكون من نسيج ليفي رقيق مطاط يرتبط بمحفظة تينون.
التهاب ظاهر الصلبة هو مرض يصيب ظاهر الصلبة ومحفظة تينون.